# Zelotes rungwensis
Zelotes rungwensis FitzPatrick, 2007 è un ragno appartenente alla famiglia Gnaphosidae.

## Etimologia
Il nome della specie deriva dal monte tanzaniano di rinvenimento degli esemplari: il monte Rungwe, e dal suffisso latino -ensis che ne indica l'appartenenza.

## Caratteristiche
Questa specie non è stata attribuita a nessun gruppo: si distingue dalle altre per i margini laterali della piastra dell'epigino diritti e per la forma peculiare dei dotti.
L'olotipo femminile rinvenuto ha lunghezza totale è di 7,00mm; la lunghezza del cefalotorace è di 2,67mm; e la larghezza è di 2,00mm.

## Distribuzione
La specie è stata reperita nella Tanzania centrale: l'olotipo femminile è stato rinvenuto alle pendici del Monte Rungwe, situato nel distretto omonimo, nella regione di Mbeya.

## Tassonomia
Al 2016 non sono note sottospecie e dal 2007 non sono stati esaminati nuovi esemplari.